# Брюстерит
Брюстерит — мінерал з групи цеолітів, водний алюмосилікат стронцію й барію. Названий на честь Девіда Брюстера.

## Загальний опис
Хімічна формула: (Sr, Ba, Са)Al2Si6O16х5H2O.
Склад у %: SrO — 8,9; BaO — 6,6; CaO — 1,2; Al2O3 — 15,4; SiO2 — 54,3; H2O — 13,6.
Сингонія моноклінна. Кристали призматичні, зернисті агрегати.
Густина 2,45. Твердість 5,5. Колір білий, зеленуватий, жовтуватий.
Зустрічається у вигляді друз у порожнинах сланців і базальтів. Виявлений в Строншіані (Шотландія). Зустрічається на свинцевих рудниках в Шварцвальді (ФРН), в Кольду-Бономе (Франція) та ін.
Рідкісний.